# Heimholung des Joseph Beuys
Die Heimholung des Joseph Beuys war eine Fluxus-Performance des Künstlers Anatol Herzfeld am 20. Oktober 1973 auf dem Rhein in Düsseldorf. Die Aktion bestand aus einer Flussüberquerung in einem Einbaum. Außer Herzfeld selbst, einigen seiner Kommilitonen und Mitgliedern eines Düsseldorfer Kanu-Clubs nahm der Künstler Joseph Beuys persönlich daran teil. Als Protest sollte die Aktion auf die mehr als ein Jahr zurückliegende Entlassung von Beuys aus dem Lehrbetrieb der Kunstakademie Düsseldorf öffentlich aufmerksam machen. 

## Vorgeschichte, Aktion, Verbleib des Einbaums
Nachdem Joseph Beuys im August 1972 in einer Protestaktion zusammen mit 17 Bewerbern, die um Einschreibung an der Kunstakademie Düsseldorf ersucht hatten und wegen begrenzter Studienplatzzahl abgewiesen worden waren, das Sekretariat der Akademie besetzt hatte, wurde er vom nordrhein-westfälischen Wissenschaftsminister Johannes Rau, der das Handeln des Kunstprofessors als konfrontativ und rechtswidrig erachtete, fristlos entlassen. Auf diese Entlassung reagierten nicht nur die Studenten der Akademie mit vielfältigem Protest. Beuys selbst klagte gegen seine Entlassung, was einen langwierigen Rechtsstreit nach sich zog.
Anatol Herzfeld, der von 1964 bis 1972 bei Beuys Bildhauerei studiert hatte, fertigte im September 1973 auf der Terrasse der Kunsthalle Düsseldorf am Grabbeplatz, zusammen mit Studenten von Beuys’ ehemaliger Bildhauerklasse, die seit der Entlassung ihres Lehrers selbständig weitergearbeitet hatte, aus einem ca. 30 Meter langen Schwarzpappelstamm einen etwa acht Meter langen Einbaum, den sie blau anstrichen und auf den beziehungsreichen Namen „Das blaue Wunder“ tauften. Eine Probefahrt unternahm Herzfeld drei Wochen später auf dem Schwanenspiegel. In einem handgeschriebenen und vervielfältigten Flyer machte er dann mit folgendem Text auf seine folgende Performance aufmerksam und lud auch zu einer geplanten anschließenden Feier in der Gaststätte „Ohme Jupp“ (Ratinger Straße) zur Gründung der Kunstakademie Düsseldorf vor 200 Jahren ein:

„Das blaue Wunder fährt am 20. X. 1973 / über den Rhein. Am 20. X. 1973, gegen / 1500 Uhr von links Rheinkniebrücke – / Ankunft Schloßturm. Dann 24 Stunden / 200 Jahre Kunstakademie Düsseldorf im / ‚Ohme Jupp‘ Ratinger Straße. / Sie sind herzlich eingeladen / Ihr Anatol“

Am Nachmittag des 20. Oktober 1973, kurz nach 15 Uhr, legte der Einbaum mit Joseph Beuys am Bootsbug, angetrieben von rudernden Studenten der Kunstakademie und Mitgliedern des Kanuclubs Jan Wellem, die von Herzfeld angeführt wurden, vom Flachufer des Düsseldorfer Stadtteils Oberkassel in Höhe der Rheinkniebrücke ab. Der Himmel war bedeckt. Wegen böigen Windes, der starke Wellen auf dem Rhein erzeugte, und wegen starker Strömung gelangte der Einbaum nicht wie geplant auf das gegenüberliegende Ufer der Düsseldorfer Altstadt in Höhe des Schlossturms, sondern wurde bis hinter die Nordbrücke abgetrieben. Gleichwohl feierten die Akteure ihre Performance anschließend planmäßig in der Altstadtkneipe „Ohme Jupp“. Damit wurde Beuys, der im linksrheinischen Oberkassel wohnte, symbolisch in die rechtsrheinisch gelegene Kunstakademie, seine Künstlergemeinschaft, „heimgeholt“. Die angekündigte Aktion, in deren Verlauf die allgemeine Rheinschifffahrt unterbrochen war, wurde von Sicherheitskräften der DLRG und der Wasserschutzpolizei Nordrhein-Westfalen begleitet.
Der Einbaum „Das blaue Wunder“ gelangte über Stationen in Düsseldorf und Bochum nach Haltern, wo ein Architekt das Boot zum Angeln auf dem Stausee benutzte. Als der Architekt verstorben war, ging Herzfeld im Jahr 2010 davon aus, dass der Einbaum dort verfaule.

## Theologische und kunstgeschichtliche Bezüge

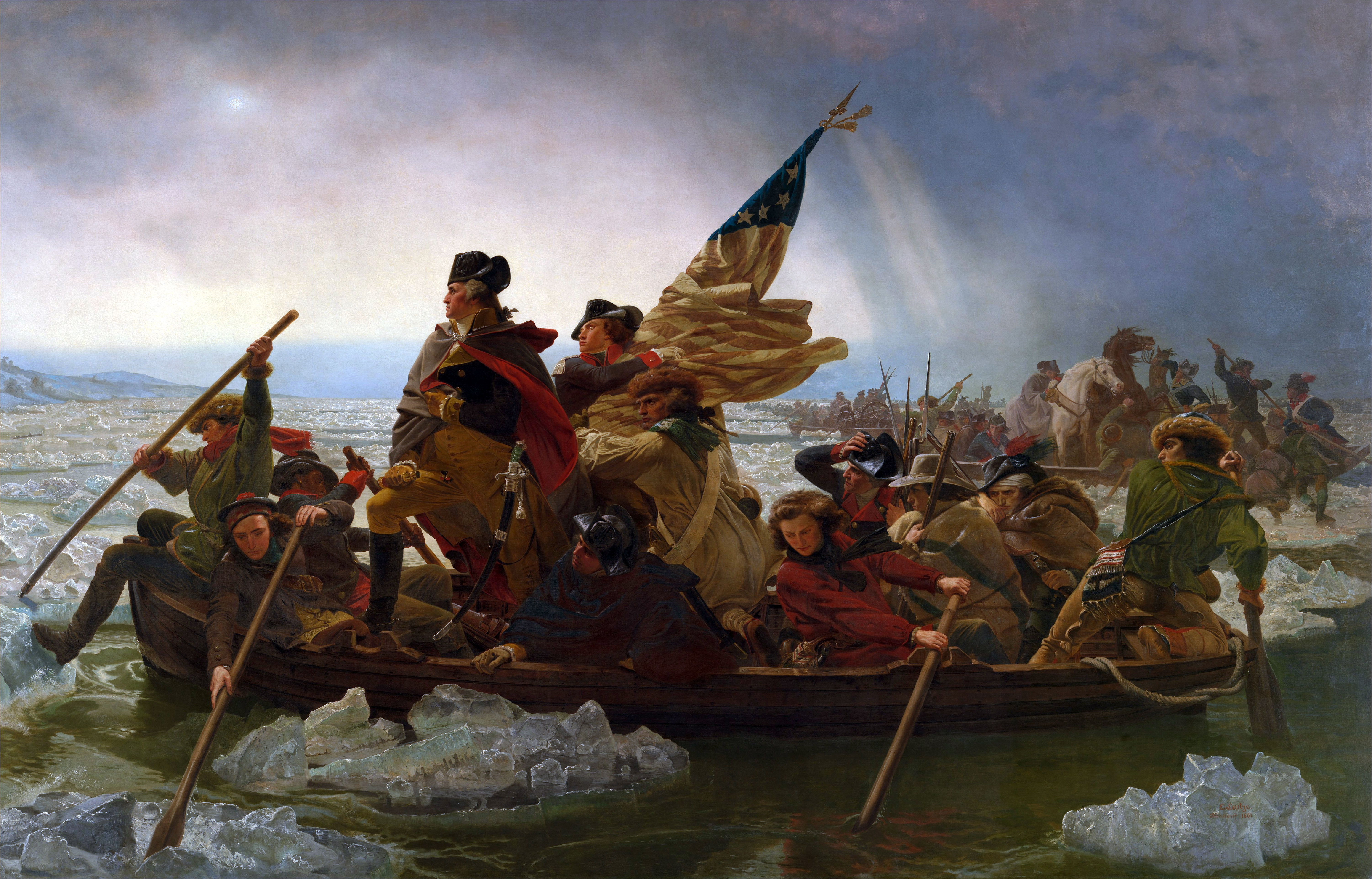
Washington Crossing the Delaware, Motiv der Überfahrt in einem Historienbild von Emanuel Leutze, 1851

Die Aktion ging als spektakuläre Fluxus-Performance in die deutsche Kunstgeschichte ein. Ikonografisch griff Herzfeld mit seiner Performance möglicherweise absichtlich auf das Bild von Jesus Christus und seinen Jüngern aus dem Neuen Testament auf (Markus 4,35–41 ), wobei die Verwendung des archaischen Bootstyps des Einbaums geeignet war, Beuys’ bekannten Nimbus als Schamane erneut zu evozieren. Die Heimholung des Joseph Beuys steht außerdem in der Tradition des Motivs der Überfahrt, das – besonders in der Mitte des 19. Jahrhunderts – von Künstlern der Düsseldorfer Malerschule kultiviert worden war, etwa 1848 in dem Genre- und Landschaftsgemälde Brautfahrt auf dem Hardangerfjord von Adolph Tidemand und Hans Fredrik Gude oder 1851 in dem Historienbild Washington Crossing the Delaware von Emanuel Leutze.

## Rezeption

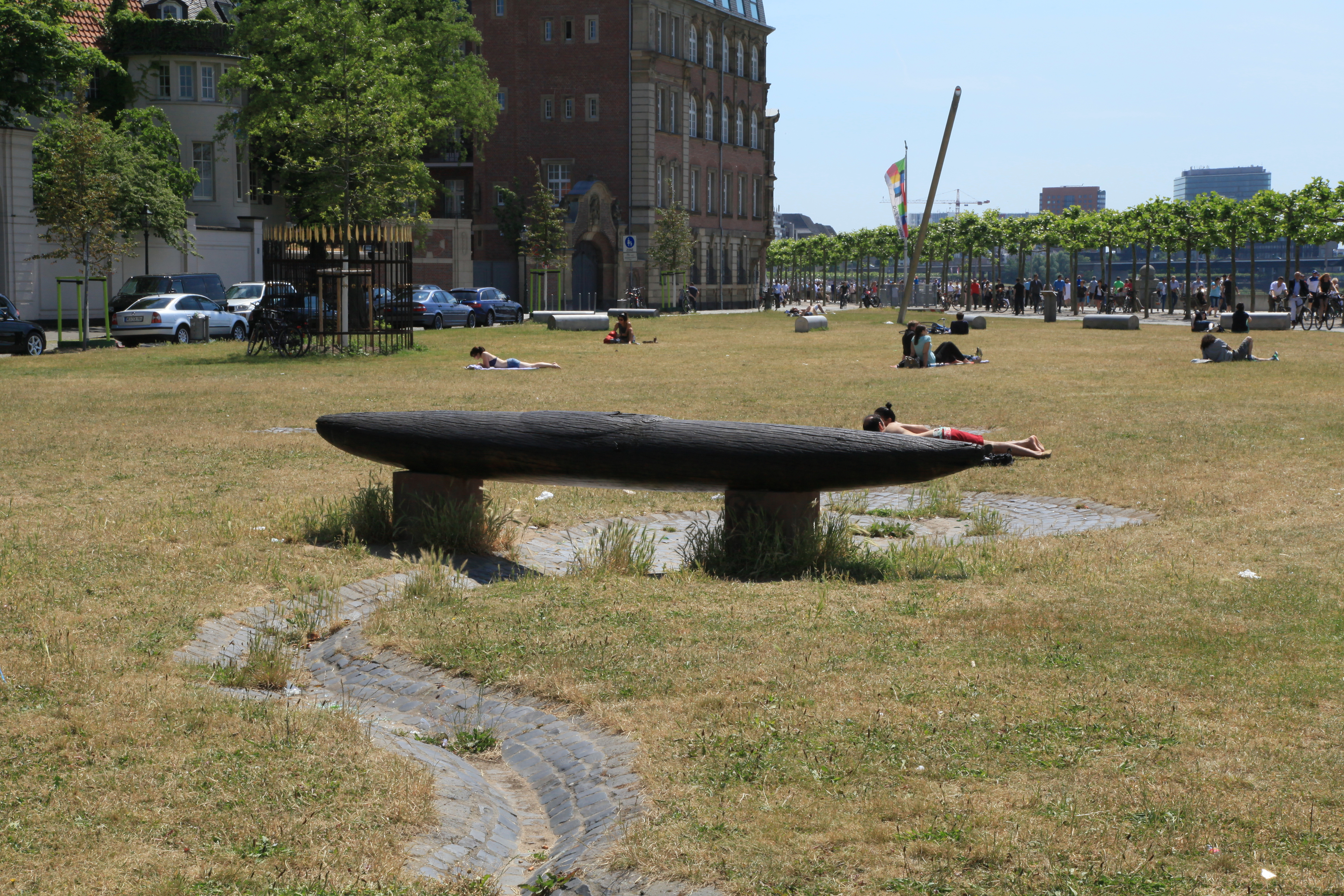
Skulptur Boot von Gerhard Moritzen, Aufnahme 2015

Die symbolische Heimholung von Joseph Beuys durch seine Studenten wurde von vielen Zuschauern am Rheinufer beobachtet und fand wegen ihres spektakulären Charakters ein breites Echo in den Medien. Von der Presse wurde sie als Höhepunkt des Studentenprotests gegen die Entlassung von Beuys wahrgenommen.
1996 rezipierte der Bildhauer Gerhard Moritzen die Performance und ihren Protagonisten Beuys durch die Skulptur Boot, die auf einer Grünfläche südlich der Reuterkaserne an der Rheinuferpromenade in Düsseldorf aufgestellt ist.